# Двоє в дорозі
«Двоє в дорозі» (рос. «Двое в пути») — радянський художній телефільм 1973 року, знятий на кіностудії «Мосфільм».

## Сюжет
Оля Чумакова, приїхавши в рідне село у відпустку, знайомиться з молодим морячком, який надіслав їй листа зі своєю фотографією, але ця зустріч глибоко ранить її дівоче самолюбство. За допомогою сестри Каті Оля приймає рішення провчити його: вона зображує, що у неї зав'язався роман з водієм вантажівки Асхатом, з яким вона працює на збиранні картоплі. План вдався, морячок покараний. Але так сталося, що зустрівши Асхата, від якого пішла дружина, залишивши на його піклування маленьку доньку, Оля полюбила його всім серцем. Проходить час, зрозумівши і оцінивши душевну красу дівчини, Асхат приїжджає до неї в місто…

## У ролях
- Ніна Зоткіна — Оля Чумакова
- Джемал Моніава — Асхат
- Наталія Четверикова — Тоня Хлєбнікова, подруга Ольги
- Тетяна Ігнатова — Ліда Гущіна
- Тетяна Кречетова — Галя Озерова
- Віктор Проскурін — Юра
- Світлана Крючкова — Катя Чумакова, сестра Олі
- Олександр Молотов — Костя Онопрієнко, моряк
- Наталія Михайлова — Люся, дочка Асхата
- Михайло Кислов — Слава, лейтенант, наречений Ліди
- Валентина Березуцька — працівниця поштового відділення
- Валентина Ананьїна — медсестра з дитячої поліклініки
- Микола Прокопович — Чижевський, фотограф
- Іван Рижов — начальник Каті, який займається відправкою картоплі
- Любов Соколова — листоноша
- Валентин Брилєєв — перукар
- Віктор Шульгін — викладач
- Георгій Петровський — Вася, помічник Чижевського
- Володимир Акімов — «Вусатий», шофер
- Валерій Хлевинський — Ігор Чумаков, чоловік Каті
- Юрій Шликов — епізод

## Знімальна група
- Режисер — Леонід Марягін
- Сценарист — Дмитро Васіліу
- Оператор — Віктор Шейнін
- Композитор — Ян Френкель
- Художник — Василь Щербак